# Palazzolo Acreide
Palazzolo Acreide ist eine italienische Gemeinde im Freien Gemeindekonsortium Syrakus in der Autonomen Region Sizilien mit 8053 Einwohnern (Stand 31. Dezember 2023). Sie ist eine der spätbarocken Städte des Val di Noto, die 2002 von der UNESCO zum UNESCO-Welterbe erklärt worden sind. Palazzolo Acreide ist Mitglied der Vereinigung I borghi più belli d’Italia (Die schönsten Orte Italiens).

## Lage und Daten
Palazzolo Acreide liegt 43 km südwestlich von Syrakus in den Monti Iblei am Tellaro. Die Einwohner arbeiten hauptsächlich in der Landwirtschaft, der Rinder- und Schafzucht und in der Molkereiwirtschaft.
Die Nachbargemeinden sind Buscemi, Canicattini Bagni, Cassaro, Floridia, Modica (RG), Noto, Syrakus, Solarino und Sortino.
Der Bahnhof Palazzolo Acreide lag an der schmalspurigen Bahnstrecke Syrakus–Ragusa.

## Geschichte
664 v. Chr. wurde von Einwohnern der Stadt Syrakus die Stadt Akrai gegründet, um die Wege zu den Städten im Süden zu schützen und den Handel mit dem Binnenland von Sizilien zu sichern. Gegen Ende der römischen Herrschaft verlor die Stadt an Bedeutung. Nach der Zerstörung durch die Araber wurde sie verlassen. Im 12. Jahrhundert bildete sich um eine von den Normannen gebaute Burg eine neue Stadt, die Palazzolo genannt wurde. Diese wurde beim Erdbeben auf Sizilien 1693 zerstört und danach im Stil des sizilianischen Barocks wieder aufgebaut.

## Bauwerke

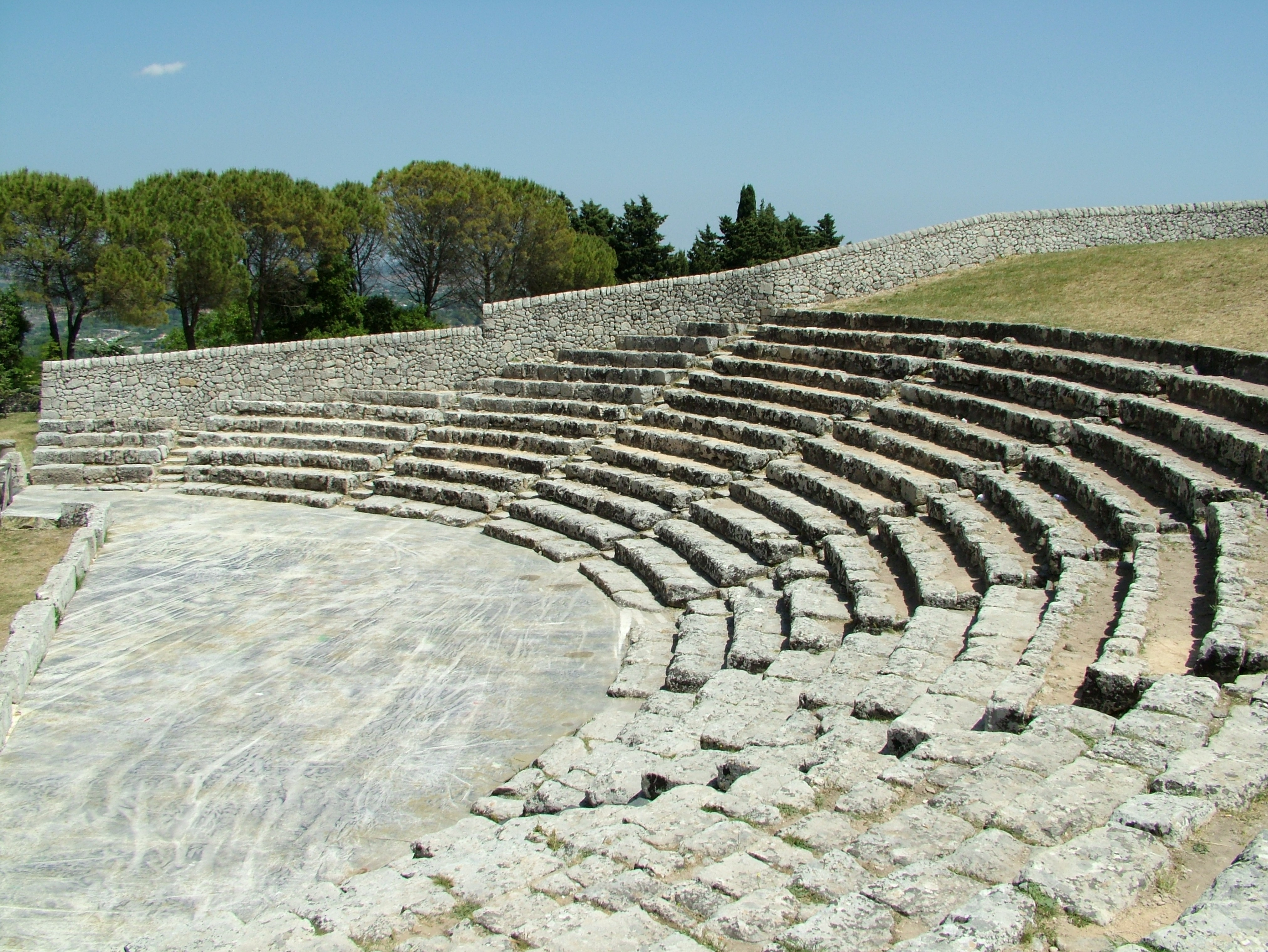
Das Theater

### Im Ort
- Chiesa Madonna Annunziata, Kirche mit einer reich geschmückten Barockfassade
- Basilica di San Paolo, Kirche mit einer Fassade von Vincenzo Sinatra und hohem Glockenturm
- Chiesa di San Sebastiano, Dom der Stadt mit großer Freitreppe
- Palazzo Iudica, Palast mit einem der längsten Barockbalkone Siziliens
- Casa Museo di Antonino Uccello, ethnographisches Museum mit Hausgerät, Trachten und Kleinkunst
- Dammusi

### Außerhalb des Ortes
Das Ausgrabungsgebiet der antiken Stadt Akrai hat eine Größe von 36 ha. Freigelegt wurde eine breite Hauptstraße, die in unregelmäßigen Abständen von parallelen Seitenstraßen gekreuzt wird. Das Theater mit Blick auf den Ätna wurde im 3. Jahrhundert v. Chr. von Hieron II. erbaut und in römischer Zeit erneuert. Es war relativ klein und fasste nur etwa 600 Besucher, ist aber eines der am besten erhaltenen Theater der Antike. Heute führen hier Studenten jedes Jahr im Mai antike Theaterstücke auf. Erhalten sind auch zwei Tempel, ein dorischer Aphroditetempel und der Feralitempel, sowie Reste antiker Steinbrüche mit Wohnhöhlen und Gräbern. Im Tal Valletta befinden sich die zwölf Santoni, große Steinfiguren aus dem 3. Jahrhundert v. Chr., die ursprünglich bemalt und mit Metallornamenten verziert waren und dem Kybelekult dienten.

## Söhne und Töchter
- Francesco Kardinal Carpino (1905–1993), Erzbischof von Palermo und später Kurienkardinal
- Giuseppe Fava (1925–1984), Schriftsteller und Dramatiker
- Silvia Salemi (* 1978), Sängerin

## Belege
1. ↑  Bilancio demografico e popolazione residente per sesso al 31 dicembre 2023. ISTAT. (Bevölkerungsstatistiken des Istituto Nazionale di Statistica, Stand 31. Dezember 2023).
2. ↑  I borghi più belli d’Italia. Borghipiubelliditalia.it, abgerufen am 19. Juni 2017 (italienisch).